# (5731) Zeus
(5731) Zeus ist ein erdnaher Asteroid des Apollo-Typs, der am 4. November 1988 von den amerikanischen Astronomen Carolyn und Eugene Shoemaker am Palomar-Observatorium (IAU-Code 675) entdeckt wurde.
Der Himmelskörper ist nach Zeus, dem obersten Gott der griechischen Mythologie, benannt.